# Tengoku to jigoku
Tengoku to jigoku (天国と地獄, lit. "Céu e Inferno") (bra: Céu e Inferno) é um filme policial japonês de 1963, dirigido por Akira Kurosawa, e estrelado por Toshiro Mifune, Tatsuya Nakadai e Kyōko Kagawa. O filme é vagamente baseado no romance King's Ransom de 1959, do escritor americano Ed McBain (Evan Hunter).

## Sinopse
Um rico executivo chamado Kingo Gondo (Toshiro Mifune) está lutando para obter o controle de uma empresa chamada National Shoes. Uma facção quer que a empresa fabrique calçados baratos e de baixa qualidade, em oposição aos calçados resistentes e de alta qualidade produzidos. Gondo acredita que o futuro da empresa será beneficiado pela produção de sapatos bem feitos e modernos, embora este plano seja impopular na organização porque dará lucros mais baixos. Ele secretamente organizou um leveraged buyout para obter o controle da empresa, hipotecando tudo o que possui.
Quando ele está prestes a colocar seu plano em prática, ele recebe um telefonema de alguém que afirma ter sequestrado seu filho, Jun. Gondo está preparado para pagar o resgate, mas a ligação é considerada falsa quando Jun chega dentro de casa após brincar fora. No entanto, o amigo de Jun, Shinichi, filho do motorista de Gondo, está desaparecido e os sequestradores o levaram por engano.
Em outro telefonema, o sequestrador revela seu erro, mas ainda exige o pagamento. Gondo agora é forçado a tomar uma decisão sobre pagar o resgate ou concluir a compra da empresa. Depois de uma longa noite, Gondo anuncia que não pagará o resgate, explicando que isso levaria a perda de seu cargo na empresa e o endividaria. Seus planos são frustrados quando seu assessor informa a facção rival sobre o sequestro em troca de uma promoção caso eles assumam. Finalmente, após apelos do motorista e da esposa, Gondo decide pagar o resgate. Seguindo as instruções do sequestrador, o dinheiro é jogado fora de um trem em movimento; Shinichi sai ileso.
Gondo é forçado a sair da empresa. A história é divulgada e Gondo vira um herói, enquanto a National Shoe Company é boicotada. Nisso, a polícia finalmente encontra o esconderijo onde Shinichi foi mantido. Lá são encontrados os corpos dos cúmplices do sequestrador, mortos por overdose. A polícia supõe que o sequestrador planejou suas mortes dando-lhes drogas. Pistas levam à identidade do sequestrador, um médico em um hospital local, mas sem nenhuma evidência concreta que o ligue ao caso.
A polícia prepara uma armadilha, primeiro plantando uma história nos jornais, insinuando que os cúmplices ainda estão vivos, e depois falsificando uma nota exigindo mais drogas. O sequestrador é então detido tentando fornecer outra dose letal de drogas aos seus cúmplices, depois de testar em um viciado e ele morrer. A maior parte do dinheiro do resgate é recuperada, mas é tarde demais para salvar as propriedades de Gondo. Com o sequestrador preso, ele pede para ver Gondo enquanto está na prisão e ele finalmente o encontra. O sequestrador não diz estar arrependido de suas ações. Ao revelar que a inveja de ver todos os dias a casa de Gondo o levou a conceber o crime, suas emoções vão ganhando controle sobre ele e ele acaba desabando emocionalmente diante de Gondo após perceber seu fracasso.

## Elenco
- Toshiro Mifune como Kingo Gondo (権藤 金吾, Gondo Kingo)
- Tatsuya Nakadai como Detetive Tokura (戸倉警部), o investigador-chefe do caso de sequestro.
- Kyōko Kagawa como Reiko Gondo (権藤伶子, Gondo Reiko).
- Tatsuya Mihashi como Kawanishi (河西), secretário de Gondo.
- Kenjiro Ishiyama como Detetive Chefe Taguchi (田口), parceiro de Tokura.
- Isao Kimura como Detetive Arai (荒井).
- Takeshi Katō como Detetive Nakao (中尾).
- Yutaka Sada como Aoki (青木), motorista de Gondo.
- Tsutomu Yamazaki como Ginjirô Takeuchi (竹内 銀次郎, Takeuchi Ginjiro), o homem por detrás do sequestro.
- Takashi Shimura como Chefe da Seção de Investigação.
- Susumu Fujita como Gerente de Investigações.
- Yoshio Tsuchiya como Detetive Murata (村田).
- Jun Tazaki como Kamiya, Diretor de Publicidade do National Shoes (神谷)
- Nobuo Nakamura como Ishimaru, Diretor do Departamento de Design do National Shoes (石丸)
- Yunosuke Ito como Baba, Executivo do National Shoes (馬場)
- Kōji Mitsui como repórter
- Minoru Chiaki como repórter
- Eijirō Tōno como operário da fábrica
- Kamatari Fujiwara como trabalhador de incineração
- Masao Shimizu como diretor da prisão
- Kyū Sazanka como credor
- Akira Nagoya como Yamamoto
- Kō Nishimura como credor
- Jun Hamamura como credor
- Ikio Sawamura como homem do bonde
- Kin Sugai como viciado
- Masao Oda como executor
- Gen Shimizu como médico-chefe
- Masahiko Shimizu como Shinichi Aoki (青木 進一, Aoki Shinichi), o filho do motorista que é sequestrado no início do filme.

## Produção
Tengoku to jigoku foi filmado na Toho Studios e em Yokohama. O filme inclui músicas de Bijo to Ekitai-ningen (1958), dirigido por Ishiro Honda.
Kurosawa incluiu participações especiais de muitos de seus artistas populares e colegas, tornando seu elenco repleto de estrelas um dos destaques mais lembrados do filme.
O filme destaca a infraestrutura moderna do Japão dos anos do milagre econômico e a preparação para as Olimpíadas de Tóquio em 1964, incluindo linhas ferroviárias rápidas e a proliferação de automóveis de uso pessoal.

## Lançamento
Tengoku to jigoku foi lançado no Japão em 1º de março de 1963. O filme foi lançado pela Toho International, com legendas em inglês, nos Estados Unidos em 26 de novembro de 1963.

### Recepção
O jornal americano Washington Post escreveu que "Tengoku to jigoku é, de certa forma, a peça que acompanha Kumonosu-jō – é Macbeth, se Macbeth tivesse se casado melhor. O filme compartilha os rigores da construção de Shakespeare, a amplitude simbólica e histórica, o ritmo que faz a história se expandir organicamente na mente".
Stanley Kauffmann, do The New Republic, depois de perguntar o porquê Kurosawa queria fazer Tengoku to jigoku, escreveu: "Dizer tudo isso não é, espero, desencorajar o leitor de ver este filme. Muito pelo contrário. Duas horas e vinte e três minutos de entretenimento fino não é uma conquista comum. Além disso, desde da abertura (literalmente) até o fim, Kurosawa nunca comete o menor passo em falso e nem o permite em mais ninguém".
Martin Scorsese o incluiu na sua lista de “39 Filmes Estrangeiros Essenciais para um Jovem Cineasta”.
No Rotten Tomatoes, Tengoku to jigoku tem uma taxa de 95% de aprovação com base em 21 avaliações, com pontuação média de 8/10. Em 2009, o filme ficou em 13º lugar na lista dos "Maiores Filmes Japoneses de Todos os Tempos" organizada pela revista de cinema japonesa Kinema Junpo.
A minissérie Full Circle de 2023, da plataforma de streaming Max, teve Tengoku to jigoku como inspiração na elaboração de seu roteiro.